# Giovanni d'Assia-Braubach
Giovanni d'Assia-Braubach (Darmstadt, 17 giugno 1609 – Ems, 1º aprile 1651) fu un langravio dell'Assia-Braubach dal 1626 al 1651.

## Biografia
Era figlio di Luigi V d'Assia-Darmstadt, langravio d'Assia-Darmstadt dal 1596 al 1626, e di Maddalena di Brandeburgo.
Alla morte di suo padre, avvenuta il 27 luglio 1626 a Darmstadt, divise con il fratello Giorgio II d'Assia-Darmstadt i domini paterni dando vita a due rami distinti dei Brabante. Divenne così langravio d'Assia-Braubach, titolo da trasmettere ad eventuali eredi. 
Si sposò con la ventunenne Giovannetta di Sayn-Wittgenstein; il matrimonio venne celebrato a Friedewald il 30 settembre 1647. Ella però non gli diede figli. 
Alla sua morte, avvenuta a Ems il 1º aprile 1651, il ramo d'Assia-Braubach si estinse con lui e confluì nell'Assia-Darmstadt.

## Ascendenza
|                                 |                              |                               | Genitori                        |  |  | Nonni |  |  | Bisnonni          |  |  | Trisnonni            |  |
|                                 |                              |                               |                                 |  |  |       |  |  | Filippo I d'Assia |  |  | Guglielmo II d'Assia |  |
|                                 |                              |                               |                                 |  |  |       |  |  | Filippo I d'Assia |  |  | Guglielmo II d'Assia |  |
|                                 |                              | Anna di Meclemburgo-Schwerin  |                                 |  |  |       |  |  | Filippo I d'Assia |  |  |                      |  |
| Giorgio I d'Assia-Darmstadt     |                              |                               |                                 |  |  |       |  |  | Filippo I d'Assia |  |  |                      |  |
|                                 |                              | Caterina di Sassonia          | Federico I di Sassonia          |  |  |       |  |  |                   |  |  |                      |  |
|                                 |                              | Caterina di Sassonia          | Federico I di Sassonia          |  |  |       |  |  |                   |  |  |                      |  |
|                                 |                              | Caterina di Sassonia          | Caterina di Brunswick-Lüneburg  |  |  |       |  |  |                   |  |  |                      |  |
| Luigi V d'Assia-Darmstadt       |                              | Caterina di Sassonia          |                                 |  |  |       |  |  |                   |  |  |                      |  |
|                                 |                              | Bernardo VIII di Lippe        | Simone V di Lippe               |  |  |       |  |  |                   |  |  |                      |  |
|                                 |                              | Bernardo VIII di Lippe        | Simone V di Lippe               |  |  |       |  |  |                   |  |  |                      |  |
|                                 |                              | Bernardo VIII di Lippe        | Maddalena di Mansfeld-Mittelort |  |  |       |  |  |                   |  |  |                      |  |
| Maddalena di Lippe              |                              | Bernardo VIII di Lippe        |                                 |  |  |       |  |  |                   |  |  |                      |  |
|                                 |                              | Caterina di Waldeck-Eisenberg | Filippo III di Waldeck          |  |  |       |  |  |                   |  |  |                      |  |
|                                 |                              | Caterina di Waldeck-Eisenberg | Filippo III di Waldeck          |  |  |       |  |  |                   |  |  |                      |  |
|                                 |                              | Caterina di Waldeck-Eisenberg | Anna di Kleve                   |  |  |       |  |  |                   |  |  |                      |  |
| Giovanni d'Assia-Braubach       |                              | Caterina di Waldeck-Eisenberg |                                 |  |  |       |  |  |                   |  |  |                      |  |
|                                 | Gioacchino II di Brandeburgo | Gioacchino I di Brandeburgo   |                                 |  |  |       |  |  |                   |  |  |                      |  |
|                                 | Gioacchino II di Brandeburgo | Gioacchino I di Brandeburgo   |                                 |  |  |       |  |  |                   |  |  |                      |  |
|                                 | Gioacchino II di Brandeburgo | Elisabetta di Danimarca       |                                 |  |  |       |  |  |                   |  |  |                      |  |
| Giovanni Giorgio di Brandeburgo | Gioacchino II di Brandeburgo |                               |                                 |  |  |       |  |  |                   |  |  |                      |  |
|                                 |                              | Maddalena di Sassonia         | Giorgio di Sassonia             |  |  |       |  |  |                   |  |  |                      |  |
|                                 |                              | Maddalena di Sassonia         | Giorgio di Sassonia             |  |  |       |  |  |                   |  |  |                      |  |
|                                 |                              | Maddalena di Sassonia         | Barbara Jagellona               |  |  |       |  |  |                   |  |  |                      |  |
| Maddalena di Brandeburgo        |                              | Maddalena di Sassonia         |                                 |  |  |       |  |  |                   |  |  |                      |  |
|                                 |                              | Gioacchino Ernesto di Anhalt  | Giovanni II di Anhalt-Dessau    |  |  |       |  |  |                   |  |  |                      |  |
|                                 |                              | Gioacchino Ernesto di Anhalt  | Giovanni II di Anhalt-Dessau    |  |  |       |  |  |                   |  |  |                      |  |
|                                 |                              | Gioacchino Ernesto di Anhalt  | Margherita di Brandeburgo       |  |  |       |  |  |                   |  |  |                      |  |
| Elisabetta di Anhalt-Zerbst     |                              | Gioacchino Ernesto di Anhalt  |                                 |  |  |       |  |  |                   |  |  |                      |  |
|                                 |                              | Agnese di Barby               | Wolfgang von Barby              |  |  |       |  |  |                   |  |  |                      |  |
|                                 |                              | Agnese di Barby               | Wolfgang von Barby              |  |  |       |  |  |                   |  |  |                      |  |
|                                 |                              | Agnese di Barby               | …                               |  |  |       |  |  |                   |  |  |                      |  |
|                                 |                              | Agnese di Barby               |                                 |  |  |       |  |  |                   |  |  |                      |  |